# Matt Meyer
Matthew Stephen Meyer (Bay City, 29 settembre 1971) è un politico statunitense, governatore del Delaware dal 21 gennaio 2025 ed in precedenza presidente della Contea di New Castle dal 2017 al 2025. Meyer è membro del Partito Democratico.

## Biografia
Meyer nasce a Bay City, nel Michigan, ed è cresciuto a Wilmington, nel Delaware. Si è laureato con lode in scienze politiche ed informatiche all'Università Brown fino a ricevere un dottorato di giurisprudenza all'Università del Michigan. Come procuratore ha poi lavorato per la Simpson Thacher & Bartlett nel campo delle acquisizioni.
Si avvicina alla politica nel 1987, quando ancora frequentava il liceo, lavorando per l'allora senatore del Delaware Joe Biden alla sua campagna presidenziale in vista delle elezioni dell'anno successivo, fino a lavorare anche alla campagna governativa di Bruce Sundlun per l'elezione a governatore del Rhode Island nel 1990.
Dopo aver lavorato come consulente economico per il governatore del Delaware Jack Markell, nel 2016 è eletto come funzionario per la Contea di New Castle, carica nella quale sarà riconfermato anche nel 2020.
Nel 2024 è candidato come democratico alla carica di governatore del Delaware alle elezioni governatoriali, vincendo con il 56,1% dei voti contro lo sfidante repubblicano Mike Ramone.